# Schausana
Schausana là một chi bướm ngày thuộc họ Bướm nâu.